# Kati, Mali
Kati är en ort och kommun i västra Mali och tillhör regionen Koulikoro. Den är huvudort för en av regionens administrativa kretsar, med samma namn som staden. Kati är belägen ett par mil nordväst om centrala Bamako, och ligger som en enklav i kommunen Kambila. Den är regionens näst folkrikaste kommun och hade nästan 100 000 invånare 2013. 

## Administrativ indelning
Kati är indelat i sexton stadsdelar (quartiers):
- Banambani
- Camp Militaire
- Farada
- Heremakono
- Kati Coura
- Kati Koro
- Koko
- Malibougou
- Mission
- Noumorila
- Samake Bougou
- Sananfara
- Sebenicoro
- Sirakoro Niare
- Tominikoro
- Toubana